# Alleen maar nette mensen (boek)
Alleen maar nette mensen is een boek geschreven door Robert Vuijsje, uitgegeven in 2008 door uitgeverij Nijgh & Van Ditmar. Het boek gaat over iemand die op zoek is naar zijn ware identiteit en in die context wordt ook de multiculturele samenleving besproken. Het boek werd tweemaal bekroond, met De Gouden Uil (2009) en De Inktaap (2010). In 2012 werd het boek verfilmd onder dezelfde titel.

## Auteur

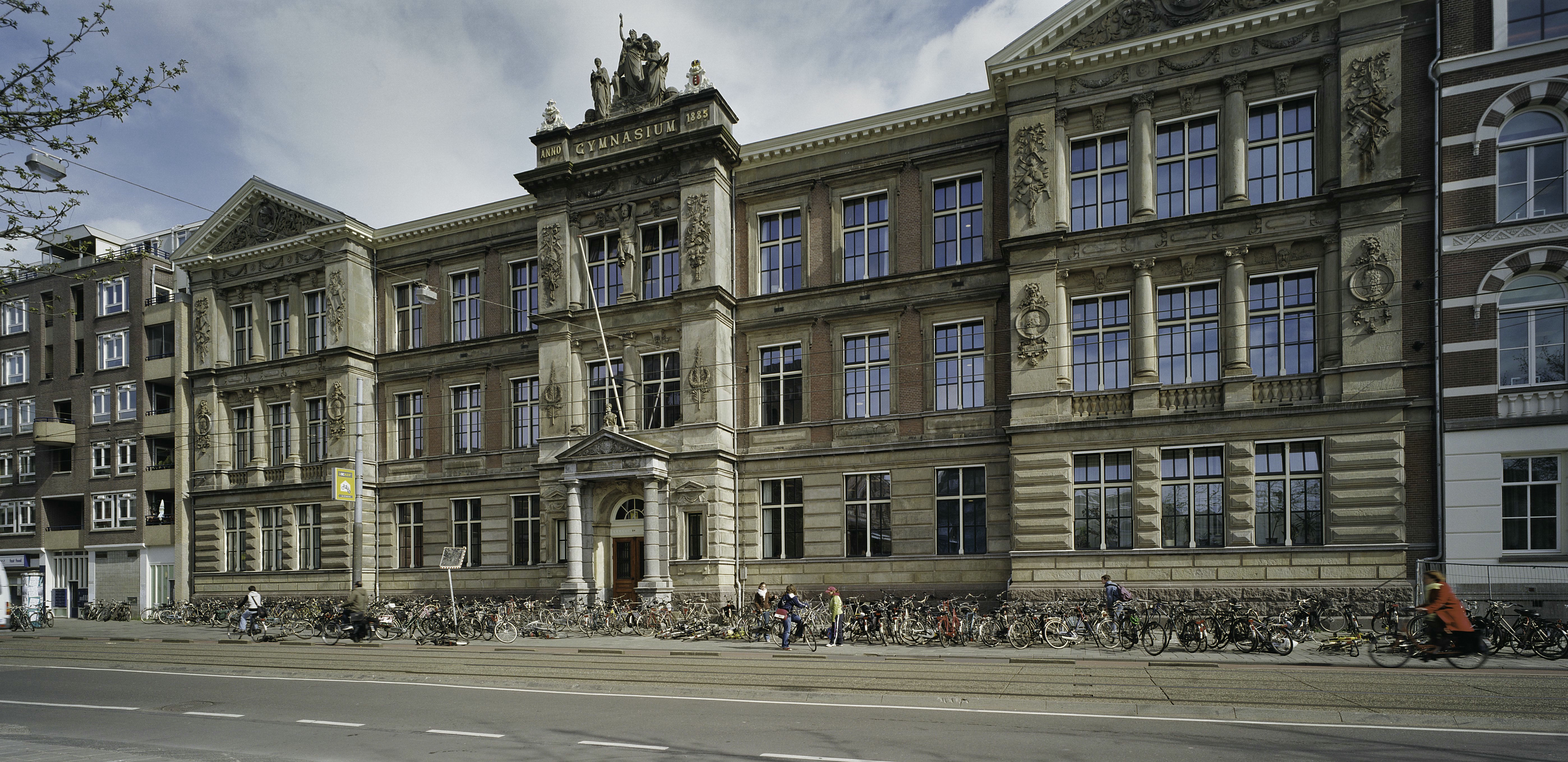
Het Barlaeus Gymnasium.

De schrijver is een Nederlander die zelf ook altijd in Oud-Zuid heeft gewoond. Net als zijn hoofdpersonage in het boek heeft hij de middelbare school gedaan op het Barlaeus Gymnasium en een jaartje op de Universiteit van Memphis. 
Hij is de zoon van journalist Bert Vuijsje en de neef van Herman Vuijsje.

## Samenvatting van het boek
David Samuels is 21 jaar en afkomstig uit de elite van Oud-Zuid. Hij is Joods, maar ziet eruit als een Marokkaan, wat hem soms het leven moeilijk maakt. Hij weet niet waar hij nu precies bij hoort, is hij een Hollander? Of hoort hij bij de allochtonen? 
Vroeger, toen hij nog samen was met Naomi - een meisje dat hij op school had leren kennen - ging alles veel gemakkelijker, alles was veel logischer. Hij miste echter de spanning; het leek alsof alles al op voorhand was vastgelegd. 
Daardoor gaat hij op zoek naar iets nieuws, naar avontuur en echte spanning, dit vindt hij bij donkere vrouwen van Surinaamse afkomst. Bij hen is niets voor de hand liggend, bovendien houdt hij ook van hun rondingen, zoals hij zelf zegt: hoe groter, hoe liever. 
Jammer genoeg heeft dit alles niet zo’n positieve invloed op hem. Hij weet niet meer welke studies hij moet doen en ook thuis weten ze geen raad meer met hem. Aangezien al zijn vrienden wel al een keuze hebben gemaakt en intussen naar de universiteit zijn, heeft hij niet veel meer aan hen en besluit hij om op reis te gaan naar Memphis, waar hij op zoek gaat naar de intellectuele zwarte vrouw. Zijn ouders gaan hiermee akkoord, maar stellen één voorwaarde: als hij thuiskomt, moet hij weten wat hij gaat studeren.
Zo gezegd zo gedaan, David gaat naar Memphis en gaat op zoek. Zo komt hij in de universiteit terecht waar hij Rosalynn ontmoet, de intellectuele zwarte vrouw waar hij al een tijdje naar op zoek is. Maar David komt daardoor ook tot de vaststelling dat zij even saai is als alle andere Nederlandse meisjes uit zijn klasse. Dus bedenkt hij dat hij even goed samen kan zijn met Naomi. Bij wijze van excuses voor het feit dat hij haar zo lang aan het lijntje hield, begint hij enorm veel cadeautjes voor haar te kopen.
Maar wanneer hij terug thuiskomt ontdekt hij dat Daan, zijn vroegere beste vriend, ervandoor is met Naomi. Een klap die David niet meer te boven komt en waardoor hij weer terugvalt in zijn oude gewoontes: op zoek gaan naar een intellectuele, donkere vrouw met de meeste rondingen.

## Personages van het boek

### David
David is 21 jaar en woont in Oud-Zuid, Joods en van goede komaf. Hij is al sinds zijn twaalfde samen met Naomi, maar voelt geen spanning meer in zijn relatie; spanning die hij gaat zoeken bij donkere vrouwen.

### Naomi
Naomi is Davids eerste vriendin. Ze is hem steeds trouw gebleven, ook al begon David zich afstandelijk te gedragen. Maar op een keer blijkt ze het zat te zijn, om steeds achter iemand aan te lopen die toch niet geïnteresseerd is in haar en begint ze een relatie met Daan.

### Daan
Daan is de vroegere beste vriend van David, maar wanneer David in Amerika zit, gaat hij met Naomi aan de haal. Daan woont in Den Haag en voelt zich soms alleen.

### Bas
Bas is de beste vriend van David en blijft hem het hele verhaal door steunen.

### Rowanda
Rowanda is de eerste donkere vriendin van David. Ze is niet bepaald een katje om zonder handschoenen aan te pakken. Zo slaat ze haar vriendjes wanneer ze ontdekt dat die iets hebben met een andere vrouw, ze heeft er ooit zelfs eentje in brand proberen te steken.

## Thema
Het boek gaat in eerste instantie over de zoektocht van een onzekere jongeman naar zijn ware identiteit. Ook behandelt het boek de multiculturele samenleving in Nederland, die gepaard gaat met discriminatie en racisme.

## Titelverklaring
Alleen maar nette mensen is codetaal in Oud-Zuid, eigenlijk betekent het: geen mensen die ze allochtonen noemen en vooral geen Marokkanen.

## Tijd en ruimte

### Tijd
Het verhaal speelt zich af binnen drie maanden: februari, maart en april.

### Ruimte
Voor het grootste deel speelt het verhaal zich af in Nederland, met name in Amsterdam. In eerste instantie in Oud-Zuid, de plaats waar de elite, ook David en zijn rijkere vriendenkring, woont. Verder ook in de omgeving waar de allochtonen wonen, in Amsterdams Zuidoost -  de Bijlmer, de plaats waar David Rowanda leert kennen.